# Fuente Ross

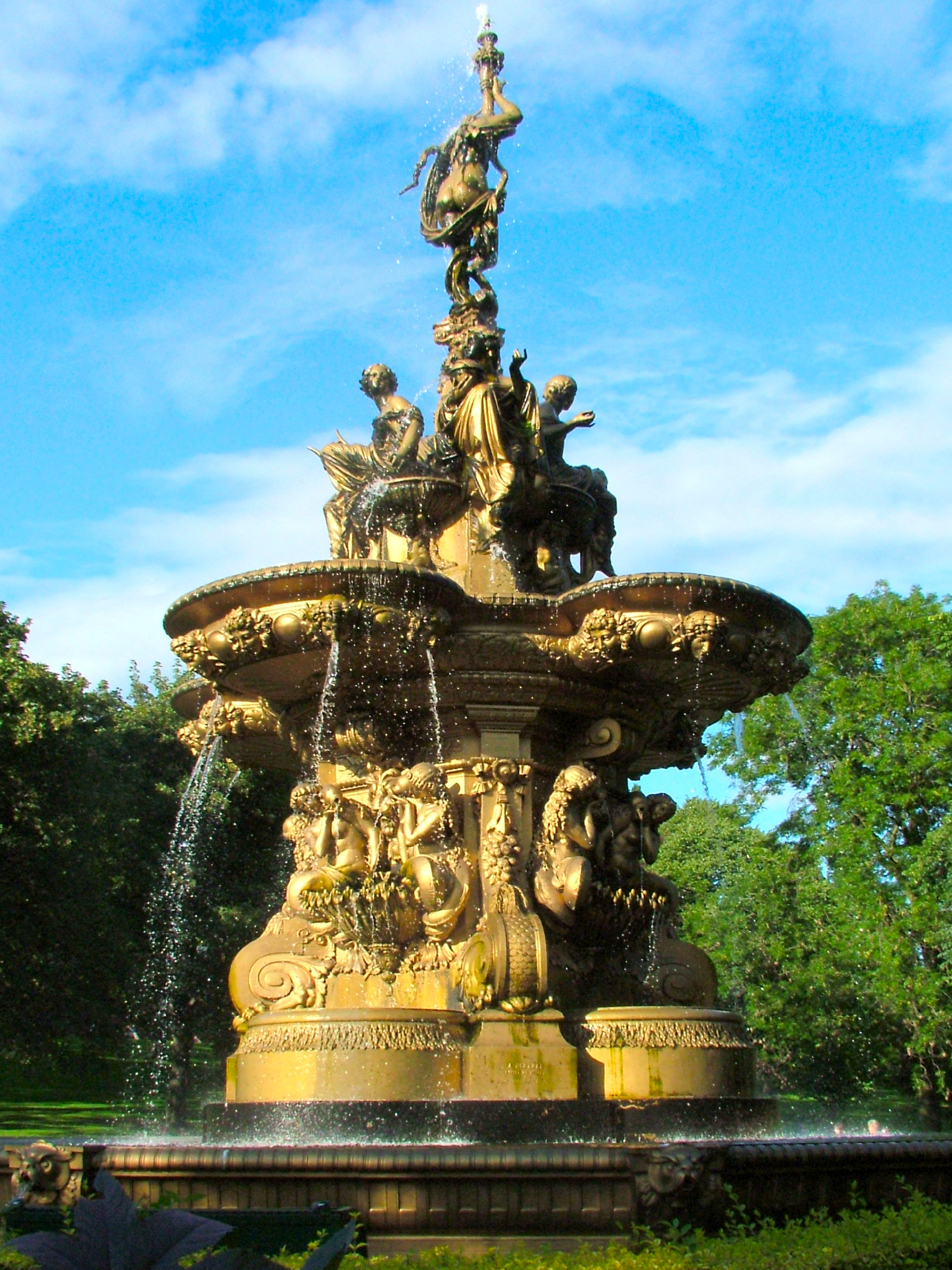
La Fuente Ross.

Ross Fountain es una fuente decorativa de mediados del siglo XIX, realizada en hierro y situada en el west end de Princes Street Gardens, en Edimburgo. Las figuras que se representan en la misma incluyen sirenas y cuatro mujeres identificadas con la ciencia, las artes, la poesía y la industria. Una última figura femenina se levanta en la cúspide del monumento. 
Después de haber sido fundida en Durenne Ironworks (Haute-Marne) a principios de los años 1860, fue exhibida en la Gran Exposición de Londres en 1862, donde fue vista por el filantrópico y fabricante de armas Daniel Ross, quien la compró para la Ciudad de Edimburgo. Fue transportada en 122 piezas, llegando a Leith en 1869.
Después de grandes deliberaciones acerca del lugar más apropiado en el que debería colocarse, se instaló en Princes Street Gardens en 1872. Hubo mucha controversia durante la época, especialmente de Edward Bannerman Ramsay, Deán de la cercana Iglesia Episcopaliana de St John's, que la describió como "extremadamente indecente y vergonzoso".
En 2001, una orden de la alcaldía permitió que el agua volviera a correr por primera vez desde 1996.
Ross Fountain es un edificio de la categoría B (Grade B listed structure).